# Aalborg By
Aalborg By er en dansk dokumentarfilm fra 1933.

## Handling
En turistfilm om Aalborg, som den helt centrale by i Nordjylland. Aalborg og omegn har 70.000 indbyggere. Her ligger en af Europas største cementfabrikker - fabrikken Rørdal (i dag Aalborg Portland) har verdens største rotationsovn. Aalborg havn, den næststørste i Danmark efter København, præsenteres via en sejltur gennem havneløbet. Bl.a. ses skibet "Aalborghus", der sejler mellem Aalborg og København. Der er mere end 4 km kajanlæg og masser af aktivitet i den travle havn. Europas største tobaksfabrik C.W. Obel ligger også i Aalborg og beskæftiger et stort antal arbejdere ved maskinerne. Billeder fra byens hverdagsliv, bl.a. det store marked, hvor der handles kreaturer. 4. juli hvert år fejres det danske-amerikanske venskab i Rebild Bakker. Der er gode bademuligheder i Nordjylland, bl.a. på Grenen. Aalborg er en smuk by med gamle bygninger, og der er masser af liv i gaderne.: Rådhuset, domhuset, en kommunal skole, Budolfi Kirke, Aalborghus samt skønne parker og naturområder. Kulturen er repræsenteret ved "Kilden", det største dansested i Skandinavien, byens udstillingssteder og koncertsale. Aalborg tårnet er 55 meter højt og har en restaurant øverst oppe. Filmen er tekstet med franske og hollandske mellemtekster.